# Service d'éducation spéciale et de soins à domicile
Un service d'éducation spécialisée et de soins à domicile (SESSAD) est en France un service de soins pouvant intervenir « à domicile » auprès d'enfants et d'adolescents  en situation de handicap, jusqu'à l'âge de 20 ans.

## Origines
Ces services, appelés en pratique SESSAD ou SESSD, ont été créés par un décret ministériel du 27 octobre 1989. Après la promulgation de la loi n° 2002-2 du 2 janvier 2002 rénovant l’action sociale et médico-sociale, leur régime juridique a été défini aux articles D. 312-59-1 à D. 312-59-18 du Code de l’action sociale et des familles.
En 2012, 1580 établissements existent offrant 216 126 places disponibles. Par ailleurs, certains services définissent le sigle par Service d'Éducation et de Soins Spécialisés A Domicile. C'est pourtant bien l'éducation qui est spéciale.
Les SESSAD constituent un mode d’intervention ambulatoire destinée à répondre aux besoins et attentes d’enfants et adolescents en situation de handicap sur le lieu de leur scolarisation ou à leur domicile, ce qui implique la spécialisation de ces services en fonction des déficiences :
- Sessad DI (Déficience Intellectuelle) ou Sessad TFC (Troubles des Fonctions Cognitives) qui s'adresse aux enfants présentant un handicap mental ou cognitif, entrainant des retards dans les apprentissages.

- Sessad IMC (Infirmité Cérébrale Motrice) ou Sessad Moteur qui s'adresse aux enfants présentant un handicap moteur. Ces derniers peuvent aussi traiter la dyspraxie visuo spatiale ou troubles neuro-visuels.

- Sessad TED (Troubles envahissant du Développement) ou Sessad TSA (Trouble du Spectre Autistique) ou Sessad Autisme qui s'adresse aux enfants porteurs de troubles de nature autistique.

- Sessad TCC (Troubles de la Conduite et du Comportement) qui s'adresse aux enfants présentant de l'hyperactivité mais aussi des troubles du comportement induits par des troubles d'ordre psychologique et/ou psychiatrique.

Il existe également des SESSAD pour les enfants porteurs d'un handicap sensoriel (déficience visuelle, auditive) ou d'un handicap lié à des troubles du langage (dyslexie, dysphasie, dyscalculie). Ces derniers sont moins nombreux. Il ne faut pas confondre les SESSAD avec d’autres catégories de services rattachés à des instituts d’éducation sensorielle (IES) :
- SAAAIS : Service d'Aide à l'Acquisition de l'Autonomie et à l'Intégration Scolaire, qui s'adresse aux enfants porteurs d'une déficience visuelle ;
- SSEFIS : Service de Soutien à l'Éducation Familiale et à l'Intégration Scolaire ou encore SSEFS (Service de Soutien à l'Éducation Familiale et à la Scolarisation) qui s'adresse aux enfants porteurs d'une déficience auditive.

Le SESSAD accompagne les enfants de 0 à 20 ans mais en fonction du contenu de leur autorisation administrative d’ouverture, il arrive qu'une tranche d'âge autrement définie soit concernée (6 - 20 ans ou 0 - 14 ans). Des SESSAD "Pro" accompagnent les jeunes adolescents et adultes en tenant compte de leur handicap dans leur cursus pré-professionnel ou professionnel. Là aussi, la tranche d'âge peut varier avec des constantes relativement stables à 14-25 ans ou 16-25 ans.
La MDPH du département a connaissance de ces services sur son territoire, sans toutefois être nécessairement informée des spécificités de leur projet d’établissement puisqu’elle n’en est pas juridiquement destinataire.

## Fonctionnement
Une équipe pluridisciplinaire au service de l'enfant en situation de handicap intervient sur les différents lieux de vie de celui-ci en fonction des besoins repérés. En effet, les professionnels d'un SESSAD se déplacent, contrairement à d'autres services (CMP, CMPP, CMPI, CPEA) au domicile, dans l'établissement scolaire de la personne en situation de handicap ou pour les plus âgés sur les lieux de professionnalisation.
Ils interviennent à la suite d'une notification de la Maison départementale des personnes handicapées (MDPH) auprès de certains enfants en situation de handicap scolarisés en milieu ordinaire ou dans un dispositif d'inclusion collective de type ULIS. Il existe à cet effet, l'ULIS école pour les enfants en situation de handicap scolarisés en primaire, l'ULIS collège, l'ULIS lycée et l'ULIS PRO (pour les lycées d'enseignement professionnel).
La mission de ces services réside dans le maintien de l'enfant en milieu ordinaire (mise en place d'aménagement, compensation, rééducation sur lieu de scolarité pour éviter les temps de transports à l'enfant) et d'accompagner la famille dans les différentes démarches liées à la situation de handicap (dossier Mdph, visites de dispositif ou de structures, orientation scolaire ou professionnelle, voire accompagnement à une orientation vers un établissement spécialisé si besoin). Ils apportent aussi une écoute à la famille en mettant en place des entretiens avec les psychologues du service à destination de l'enfant, des parents et parfois aux fratries.

## Structure
Une direction  coordonne l'action des divers professionnels de santé : psychologue, psychomotricien, orthophoniste, éducateur spécialisé, assistante sociale, kinésithérapeute, ergothérapeute et parfois enseignants spécialisés. Certains métiers plus spécifiques comme les transcripteurs adaptateurs, éducateur en locomotion ou les interfaces de communication sont présents sur ces services selon leur spécialisation. Le Service est aussi doté d'un médecin qui peut être spécialisé en fonction du handicap (Médecin Psychiatre, Médecin de Médecine Physique et de Réadaptation, Pédiatre...).
Le secrétariat se charge de recueillir les appels téléphoniques, de tenir à jour les dossiers uniques de l'usager, et des différentes tâches administratives qui incombent au bon fonctionnement de ce type de service.

## Gestion
Ces services peuvent constituer un service autonome, être regroupés en dispositif de service ou bien être adossés à un établissement spécialisé (E.S.M.S. : Établissement Social ou Médico-Social) comme un Institut médico-éducatif (IME), un IEM (Institut d'Éducation Motrice) ou un Institut Thérapeutique Educatif et Pédagogique (aujourd'hui la configuration des I.T.E.P. se préfigure davantage comme des dispositifs qui allient à la fois de l'accueil en internat, de l'externat et de l'intervention type Sessad). En tout état de cause, leur autorisation est délivrée par l'Agence Régionale de Santé (loi H.P.S.T.) et est détenue par un organisme gestionnaire privé (association loi de 1901 à but non lucratif) ou public. Le financement est assuré par l'assurance maladie et les frais des diverses prestations incombent au service.

## Droits des enfants et adolescents accompagnés
Les enfants et adolescents accompagnés par un SESSAD bénéficient des mêmes garanties de respect de leurs droits fondamentaux que les publics relevant d’une autre catégorie juridique d’ESSMS.

## Sources
1. ↑  Le décret 89-798 du ministère de la santé du 27 octobre 1989
2. ↑  http://www.securite-sociale.fr/IMG/pdf/fiche_eclairage_marche_ets_sercices_medicaux_sociaux.pdf
3. ↑  Olivier Poinsot, Le droit des personnes accueillies ou accompagnées, les usagers dans l’action sociale et médico-sociale, coll. Ouvrages généraux, LEH Édition, 2016, 410 p.,  (ISBN 978-2-84874-647-0) (BNF 45076263)